# Индипендънс (Калифорния)
Вижте пояснителната страница за други населени места с името Индипендънс.
Индипендънс (на английски: Independence, „Независимост“) е населено място и окръжен център на окръг Иньо в щата Калифорния, Съединените американски щати.
Има население от 574 жители и обща площ от 10,4 км² (4 мили²).
В Индипендънс френското електронно дуо Дафт Пънк заснемат свой филмов проект.
1. ↑  data.census.gov //   Посетен на 1 януари 2022 г.